# Торії Кійонага
Торії Кійонага (1752 — 28 червня 1815) — японський художник періоду Едо.

## Життєпис
Син книгопродавця на ім'я Сіракоя Ісібей (Сенсуке). Народився 1752 року в місті Ураґа (в сучасній префектурі Канаґава. Отримав ім'я Секіґуті. 1756 року разом з родиною перебрався до Едо, де, 1756 року,  його батько став співвласником  декількох будинків біля рибного ринку. Сама родина мешкала в районі Хон-Дзамокутьо.
Замолоду виявив хист до малювання, тому батько відправив його навчатися до відомого майстра Торії Кійоміцу. Останній після смерті свого сина всиновив Секіґуті, який став зватися Торії Кійонага. Перші самостійні ксилографії випустив близько 1767 року. З 1781 починається визнання в якості майстора укійо-е. Втім здобуття знаності сприяв видавець Нісімурая Йохаті, який доручив Кійоназі заврешити серію гравюр «Зразки мод: моделі нові як весняне листя», яку починав художник Ісода Корюсай. Гравюри цієї серії принесли успіх художнику. Наступна серія «Змагання модних красунь веселих кварталів» закріпила за ним славу одного з кращих майстрів гравюри.
Після смерті вчителя 1785 року очолив школу Торії. Водночас став вчителем для онука Торії Кійоміцу — Торії Кійоміне, що після смерті Кійонага став головою школи. У 1780 році вводить пейзажні фони в композиції гравюр, розробляє жанрові сцени з високими, витонченими красунями на першому плані.
В останні роки життя Кійонага випустив кілька ілюстрованих книг. Помер Торії Кійонага в 1815 році. За деякими відомостями його поховано в храмі Екоін, в Рьоґоку.

## Творчість
В його доробку велика кількість робіт, переважно кольорових станкових гравюр (нісікі-е) — понад 1000 і близько 120 ілюстрованих книг. Наслідуючи стиль школи Торії починав з жанру театральної гравюри якуся-е, зберігаючи своєрідну монополію Торії на зображення акторів театру Кабукі.
Разом з тим поступово став відомим завдяки здобуткам в жанрі бідзінга. Часто вони являють собою диптихи і триптихи. Сюжетами служили урочисті процесії, прогулянки, пікніки. Кійонага детально опрацьовував зображення фону, навколишнього героїв інтер'єру, використовував прийоми західного мистецтва в зображенні простору і світла. Також працював в жанрі сюнґа.
Улюблена тема художника — багатофігурні ходи куртизанок. Героїні його гравюр — величні, красиві, гарної статури — в складній взаємодії одна з одною утворювали єдині ритмічні групи. Неперевершений майстер композиції, Кійонага розміщав їх у рамки добре промальованого інтер'єру або на тлі реалістичного пейзажу, використовуючи західні прийоми зображення простору і світла. Цей підхід він застосував і в театральній гравюрі, представляючи картину як оглядову панораму з артистами, співаками і музикантами, що розташувалися на сцені. При цьому фон, на якому розгорталася дія, не виглядав чужорідним елементом. Це те середовище, де жили його герої, і художник прагнув передати їх єдність і гармонію. Знаними є такі серії робіт художника, як «Змагання модних красунь з веселих кварталів», «12 портретів південних красунь», «10 видів чайних крамниць» тощо. Його стиль, що відрізняється ясністю і простотою малюнка, насиченим кольором, реалістичністю зображення, вплинув на різних майстрів укійо-е, насамперед Утаґава Тойокуні, Кацусіка Хокусай, Тьобунсай Ейсі, Кітаґава Утамаро. Разом з тим Кійонага був ще далекий від індивідуалізації своїх персонажів, від поглибленого розкриття людських характерів і почуттів.